# Ruska hokejska reprezentanca
Ruska hokejska reprezentanca je ena najboljših državnih hokejskih reprezentanc na svetu. Na Olimpijskih igrah je osvojila eno zlato, dve srebrni in bronasto medaljo, na Svetovnih prvenstev pa pet zlatih, tri srebrne in pet bronastih medalje. 

## Selektorji
- Boris Mihajlov (1993)
- Viktor Tihonov (1994)
- Boris Mihajlov (1995)
- Vladimir Vasiljev (1996)
- Igor Dimitrijev (1997)
- Vladimir Jurzinov (1998)
- Aleksander Jakušev (1999-2000)
- Boris Mihajlov (2001-2003)
- Vjačeslav Fetisov (2002)
- Vladimir Pljuščev (2003)
- Viktor Tihonov (2003)
- Zinetula Biljaletdinov (2004-2005)
- Vladimir Krikunov (2006)
- Vjačeslav Bikov (2007-2011)
- Zinetula Biljaletdinov (2012-2014)
- Oleg Znarok (2014-2018)
- Ilja Vorobjov (2018-2019)
- Valerij Bragin (2020-2021)
- Aleksej Žamnov (2022-danes)